# Keith Richards
Keith Richards, född 18 december 1943 i Dartford i Kent, är en brittisk gitarrist, sångare, låtskrivare och producent, mest känd som en av originalmedlemmarna i rockbandet The Rolling Stones.
Keith Richards är främst en väl ansedd gitarrist. Tidningen Rolling Stone rankade honom 2003 som den tionde största gitarristen genom tiderna, och 2011 rankade samma tidning honom som nr 4 (efter Jimi Hendrix, Eric Clapton och Jimmy Page).

## Biografi
Richards blev tidigt intresserad av musik, och lärde sig spela gitarr med hjälp av sin morfar. Richards var skolkamrat med Mick Jagger och Brian Jones under 1950-talet. Efter att ha studerat på olika håll en tid slog de sig ihop i tonåren och 1962 var The Rolling Stones bildat, med Richards och Jones på gitarr och Jagger som frontfigur. 
Richards har en historia av drogmissbruk, 1967 dömdes han till fängelse i ett år då han tillåtit rökning av cannabis i sin bostad Redlands, samtidigt dömdes Mick Jagger till 3 månaders fängelse för innehav av 4 amfetamintabletter. Båda släpptes dock mot borgen redan dagen efter. Richards har även haft problem med droger som heroin och kokain under många år, huvudsakligen under 1970-talet. Han hamnade åter i problem med lagen 1977 då han greps i Kanada för innehav av heroin. Richards dömdes då till att spela två välgörenhetskonserter i Toronto. Efter denna incident valde Richards att söka hjälp för sitt heroinmissbruk.
År 1978 spelade Richards in en egen singel, Run Rudolph Run, och under 1980-talet satsade han på en solokarriär parallellt med The Rolling Stones. År 1988 släppte han sitt första soloalbum, Talk is Cheap. 1979 deltog Richards i Ronnie Woods band New Barbarians, och 1987, under Mick Jaggers solokarriär, bildade han bandet X-Pensive Winos. Därefter har han åter mest fokuserat på The Rolling Stones. 
På egna bolaget Mindless Records producerade och utgav Richards år 1997 Wingless Angels, ett album av det jamaicanska bandet med samma namn. År 2007 hade han en roll i filmen Pirates of the Caribbean: Vid världens ände som Jack Sparrows pappa. Han medverkade även i en scen i Pirates of the Caribbean: I främmande farvatten
I slutet av 2010 gav Richards ut självbiografin Livet (Life), där han bland annat bekräftar att hans förhållande till Mick Jagger varit spänt i flera decennier.
Keith Richards är sedan 1983 gift med Patti Hansen. De har två döttrar. Han bor i Connecticut, USA. Han hade tidigare ett långvarigt förhållande med Anita Pallenberg, med vilken han fick tre barn, varav ett dog i barndomen.

## Richards gitarrstil

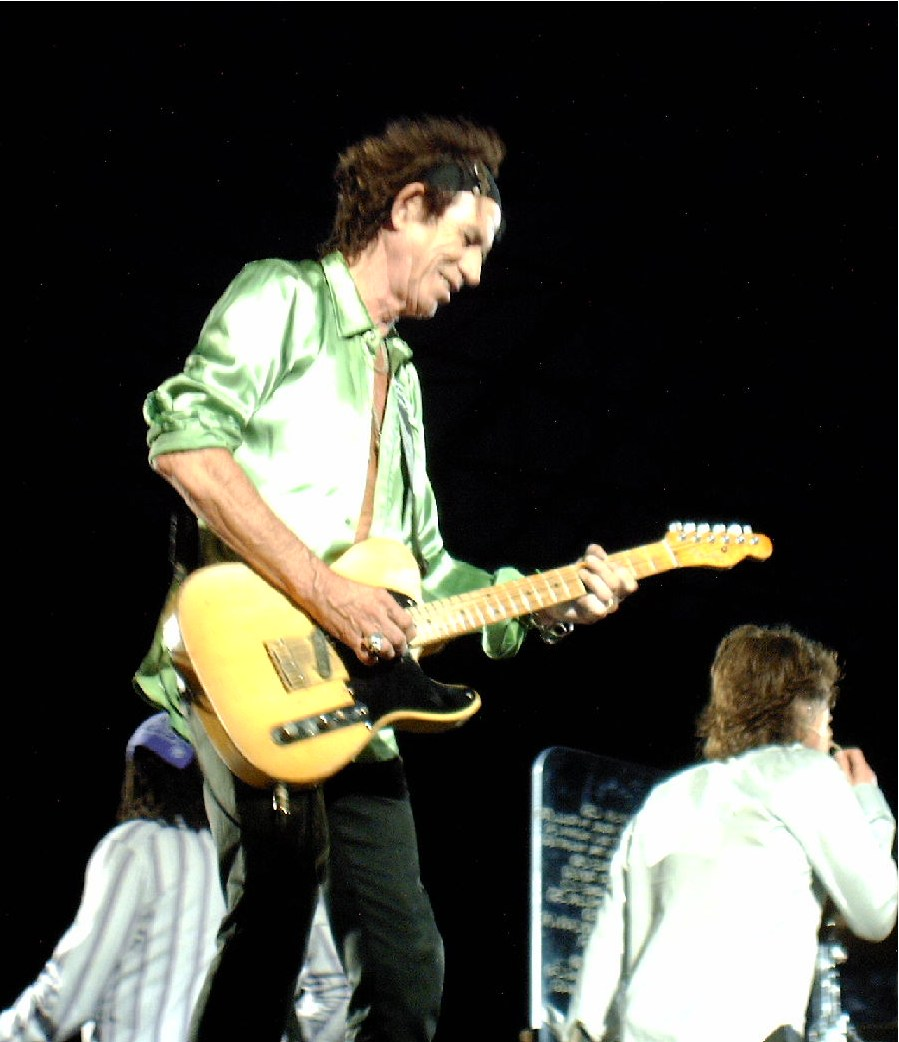
Keith Richards med Rolling Stones i Hannover 2006.

Richards tog under sina tidigare år inspiration från Chuck Berry och denna inspirationskälla har varit en grundpelare i Richards gitarrspelande under hela hans karriär. Richards och Brian Jones utvecklade tillsammans en stil med två gitarrer som väver samman solo- och kompgitarren, denna stil vidareutvecklades av Richards och Mick Taylor, och utvecklades till fulländning tillsammans med Ronnie Wood. Richards och Ronnie Wood kallar denna typ av gitarrspel "ancient form of weaving" (forntida stil av vävning). Detta samarbete mellan de två gitarristerna kan höras tydligt på "Beast of Burden" från albumet Some Girls.
Under 1960-talets senare hälft började Richards experimentera med att stämma gitarren i öppna ackord. Låtar som "Gimme Shelter" och "Salt of the Earth" spelas i ett öppet E-ackord (EBEG#BE), och "Street Fighting Man" spelas i ett öppet D-ackord (DADF#AD). Det som har blivit Richards signaturstämning är en femsträngad gitarr stämd i ett öppet G-ackord (GDGBD). För att få en femsträngad gitarr har Richards tagit bort den översta E-strängen. Denna typ av stämning kan höras på flera av The Rolling Stones mest kända låtar, såsom "Honky Tonk Women", "Happy", "Brown Sugar", "Start Me Up" och Before They Make Me Run.
Utöver gitarr har Richards spelat bas på ett tjugotal Stones-låtar. På "Ruby Tuesday" spelade han kontrabas tillsammans med Bill Wyman (Richards skötte stråken, medan Wyman tog ackorden). Han har även spelat keyboard.

## Olyckor
- 1965 fick Richards ström genom kroppen mellan en ojordad mikrofon och gitarren, på scenen under en konsert i Sacramento County, Kalifornien, USA. Olyckan finns fångad på film. Keith vaknade upp en timme senare på sjukhuset och kommenterade det hela med "Doktorn sa att el-chockade offer hämtar sig ibland och ibland inte".
- 1971 råkade Richards ut för en Gocart-olycka utanför Nellcôte under inspelningen av kommande dubbelalbumet Exile on Main St.
- 1990 infekterades ett av Richards fingrar och han drabbades av blodförgiftning efter att han skurit sig på en gitarrsträng.
- 1998 bröt han tre revben och ena lungan punkterades när han föll från en stege när han skulle hämta en bok ur sitt bibliotek.[4]
- Den 27 april 2006 föll Richards ner från en stubbe[5] på Fiji under sin semester. Det gick många rykten om att han hade klättrat och fallit från en palm, i själva verket föll han baklänges från stubben när han satt på huk. Han skadades dock väldigt illa då han slog i nacken och ryggen; han fick en kraftig hjärnskakning och tryck inuti skallen. Dock trodde man först inte att det var så allvarligt, men dagen efter detta hänt blev han sämre och fick flygas till Nya Zeeland för operation. Hans liv sades stundtals ha hängt på en skör tråd. Om detta kan läsas i hans bok. Detta resulterade bland annat i att Rolling Stones fick ställa in ett antal spelningar, varav en i Göteborg.

## Diskografi, solo
Studioalbum
- 1988 – Talk Is Cheap
- 1992 – Main Offender
- 2015 – Crosseyed Heart

Livealbum
- 1991 – Live at the Hollywood Palladium (December 15, 1988)

Samlingsalbum
- 2011 – Vintage Vinos